# Hypena translaticius
Hypena translaticius är en fjärilsart som beskrevs av Rothschild 1920. Hypena translaticius ingår i släktet Hypena och familjen nattflyn. Inga underarter finns listade i Catalogue of Life.